# Kamel Kaci-Saïd
Kamel Kaci-Saïd (ur. 13 grudnia 1967 w Algierze) – algierski piłkarz grający na pozycji pomocnika.

## Kariera klubowa
Do 1996 roku Kaci-Saïd występował w egipskim klubie Zamalek Kair. W sezonie 1996/1997 był zawodnikiem rodzimego USM Blida. W sezonie 1997/1998 występował we Francji, w AS Cannes. W 1998 roku wrócił do Algierii i w sezonie 1998/1999 grał w MO Constantine. Natomiast w latach 1999-2001 był zawodnikiem MC Algier.

## Kariera reprezentacyjna
W reprezentacji Algierii Kaci-Saïd zadebiutował w 1994 roku. W 1996 roku zagrał w jednym meczu Pucharu Narodów Afryki 1996 z Zambią (0:0).
W 1998 roku Kaci-Saïd został powołany do kadry na Puchar Narodów Afryki 1998. Wystąpił na nim w dwóch meczach: z Gwineą (0:1) i z Burkina Faso (1:2). W kadrze narodowej od 1994 do 1998 roku rozegrał 23 spotkania i zdobył 5 bramek.